# Isaac Le Chapelier

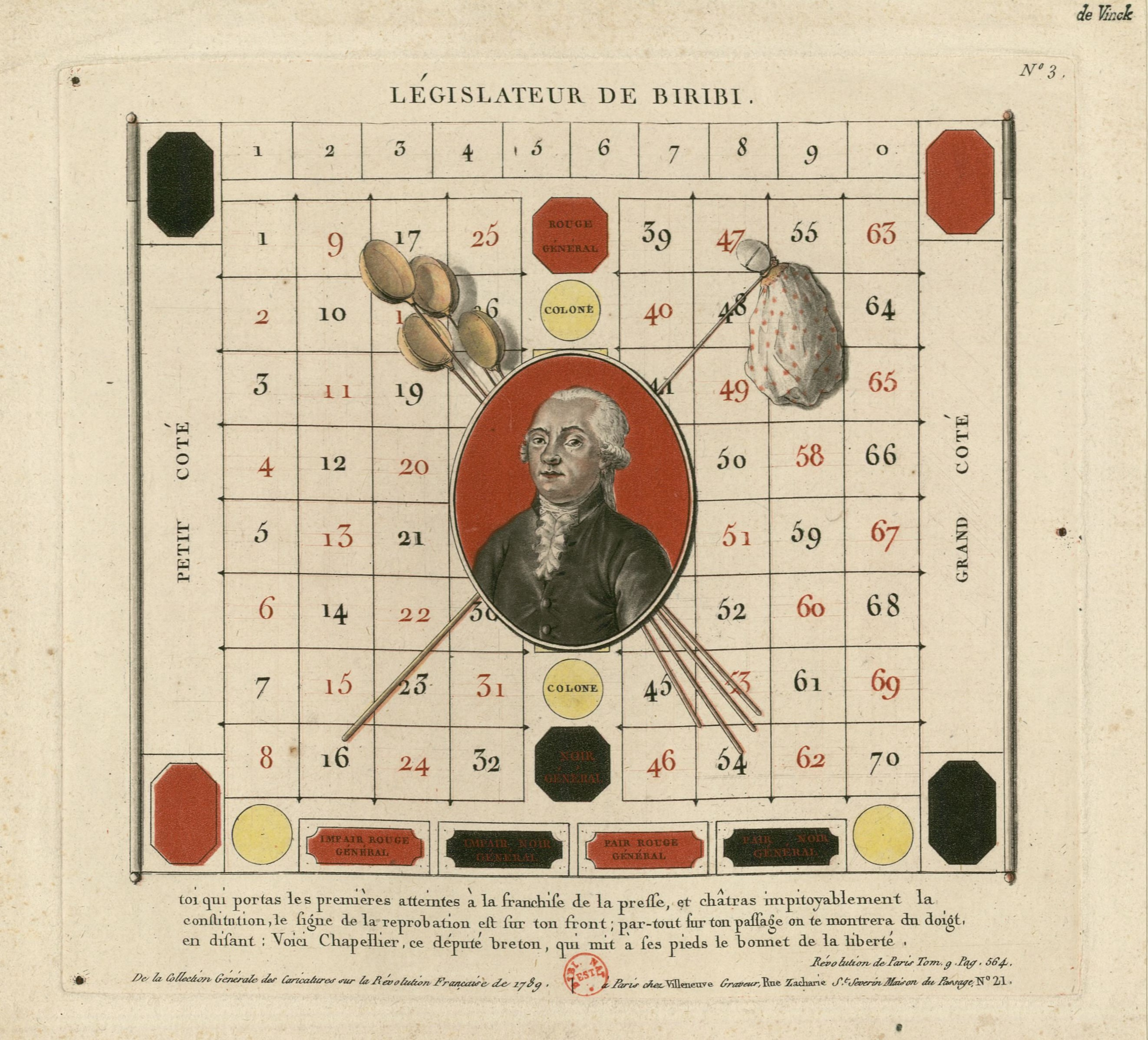
Isaac Le Chapelier caricaturé comme « législateur de biribi ». Légende : « Toi qui portas les premières atteintes à la franchise de la presse, et châtras impitoyablement la Constitution, le signe de la réprobation est sur ton front, par-tout sur ton passage on te montrera du doigt, en disant : voici Chapelier, ce député breton, qui mit à ses pieds le bonnet de la liberté. »

Isaac Le Chapelier, né le 12 juin 1754 à Rennes, et mort guillotiné le 22 avril 1794 à Paris, est un homme politique français.
Député aux États généraux de 1789, président de l'Assemblée constituante, il est l’auteur de la loi Le Chapelier supprimant les communautés de métiers et interdisant que des ouvriers d’un métier puissent se regrouper pour défendre leurs intérêts.

## Biographie
Isaac-René-Guy Le Chapelier naît à Rennes le 12 juin 1754. Son père est substitut du procureur général au parlement de Bretagne.
Franc-maçon, il était membre de la loge de la Parfaite Union de Rennes.
Selon une biographie de 1833, manifestement bienveillante, citée en 1862 :

« Fils d’un avocat du barreau breton Le Chapelier effectua ses études à la faculté de droit de Rennes et embrassa, après de bonnes études, la même carrière que son père, bâtonnier de la corporation des avocats. Avocat à Rennes, il se plaça bientôt, et par son éloquence et par la loyauté de son caractère, au niveau des avocats qui montraient le plus de talent, le plus d’activité. On le citait surtout pour la sagesse de ses conseils et sa droiture dans les affaires. La plus légère apparence de fraude lui faisait repousser ceux qui voulaient lui confier leurs intérêts dans une contestation. Le Chapelier prit une part active dans les dissensions qui éclatèrent, en 1787, entre le gouvernement et les parlements. Il était à la tête du barreau de Rennes pour défendre les droits des citoyens et s’opposer aux prétentions des ordres privilégiés.
Le tiers état de la sénéchaussée de Rennes l’ayant envoyé, lors de la convocation des états généraux de 1789, le représenter à l’Assemblée constituante, il prit rang, dès les premières séances, parmi les meilleurs orateurs, et prit part aux discussions les plus graves. Il présenta, en sa qualité de membre du conseil de constitution, plusieurs rapports importants. Le premier, il demanda la garantie de la dette publique ; il s’opposa à la violation du secret des lettres qu’on sollicitait comme mesure de sûreté générale, et provoqua l’armement de tous les citoyens sous le titre de garde nationale.
Quatrième président de l’Assemblée nationale constituante, du 3 au 16 août 1789, succédant à François Alexandre Frédéric, duc de La Rochefoucaud-Liancourt et à Jacques-Guillaume Thouret qui avait refusé la présidence, il présidait l’Assemblée nationale qui renversa la féodalité dans la nuit du 4 août 1789. Fin septembre 1789, il a été ajouté au Comité constitutionnel où il a rédigé une grande partie de la Constitution de 1791. Plus tard, il fit abolir le partage inégal dans les successions, comme attentatoire au repos, à l’honneur des familles et aux droits de tous les enfants d’un même père, d’une même mère. Lors de la discussion sur l’établissement des tribunaux, il demanda que la nomination des juges émanât du peuple, et que le pouvoir exécutif n’eût qu’à faire exécuter les sentences. ll refusait également le cumul de deux emplois à la charge du Trésor public ou qu’un fonctionnaire pût être appelé à siéger au corps législatif. »

Selon une biographie de 1971, il a surtout hérité de ses charges.

« Il appartenait à une dynastie de juristes jouissant d'une flatteuse notoriété. Son père Guy-Charles Le Chapelier fut, pendant trente-sept ans, de 1752 jusqu'à sa mort, substitut des procureurs généraux syndics des Etats et leur avocat conseil. Ces fonctions lui laissaient le loisir de plaider pour les particuliers et il fut bâtonnier de l'ordre des avocats au parlement de Rennes. Le Roi le gratifia de lettres de noblesse en 1779.
Le Chapelier, le futur constituant, eut de bonne heure le pied à l'étrier car il entra du vivant de son père comme représentant du Tiers dans la commission de la Navigation des Etats. Il pouvait d'autant plus envisager de succéder à son père que les charges de celui-ci étaient patrimoniales.
Député de la sénéchaussée de Rennes aux Etats généraux, bientôt dénommés Assemblée nationale constituante, Le Chapelier y tint une place considérable, en fut président et pendant les deux premières années y exerça une influence certaine. »

Avec Lanjuinais, Defermon et Coroller, il fut un des fondateurs du club breton, ancêtre du club des jacobins, où, quelques jours avant l’ouverture des États généraux, les députés de Bretagne se réunirent pour débattre ensemble de leur attitude, avant d’être rejoints par des députés d’autres provinces. Lorsque, après les journées d’octobre 1789, le club se transporta à Paris, s’installant au couvent des Jacobins et prit le nom de Société des Amis de la Constitution et il en devint le premier président.

« Ce fut lui qui, le premier, éleva la voix pour garantir aux écrivains la propriété de leurs œuvres, et il est l’auteur de la loi du 28 juillet 1791, qui assura cette propriété pendant toute la vie de l’écrivain et quelques années après sa mort. Toutes ces pensées, expression d’une âme sans ambition, furent en même temps développées dans les articles qu’il fournit à la Bibliothèque de l’homme public, publiée par Condorcet. Il fut également un de ceux qui réclamèrent la transformation des biens du clergé en biens nationaux et se consacra à la préparation des lois les plus importantes. »

Il fut notamment l’auteur de la célèbre loi à laquelle est resté attaché son nom qui porte son nom, la loi Le Chapelier du 14 juin 1791, qui interdit les corporations, le compagnonnage, les coalitions ouvrières et le droit de grève. Cette loi reprend les principales dispositions de l'Edit de suppression des jurandes, de Turgot en 1776, modifié en août et jamais vraiment appliqué, inspiré par les physiocrates [réf. souhaitée]. Les Jacobins voyaient les doléances des travailleurs parisiens pour des salaires plus élevés comme contraires aux principes de la Révolution ; mais surtout, la bourgeoisie désormais toute puissante cherchait à établir un capitalisme esclusivement à l'avantage des commerçants et des chefs de fabriques (les patrons de la proto-industrie). L'intervention de Le Chapelier pour justifier sa loi commence bien par le fait que la revendication des ouvriers d'augmenter le prix de la journée de travail pose un problème. A l'inverse, les chambres de commerce demeurent légales, et les négociants sont autorisés à faire valoir en commun leurs intérêts.  Plus généralement, les physiocrates voient toute association comme un obstacle à la perfection des lois de la concurrence. Promulguée le 14 juin 1791, cette loi a interdit les corporations et les syndicats en France. Il faudra attendre le second Empire, avec la loi Ollivier du 1864 supprimant le délit de coalition ouvrière (dépénalisation de la grève). Sous la troisième République sera votée la loi Waldeck-Rousseau du 21 mars 1884, et le droit de grève sera inscrit dans la constitution de la quatrième république.
Comme beaucoup de députés radicaux, il souhaitait que le rôle central joué, au début de la Révolution française, par les clubs, prenne fin avec la stabilisation de l’État et la promulgation imminente d’une nouvelle constitution. Cette conviction a été renforcée par la fusillade du Champ-de-Mars, le 17 juillet 1791. Quelques jours plus tard, il s’est joint à l’exode massif des députés modérés, abandonnant le club des jacobins au profit d’une nouvelle organisation modérée, le club des feuillants.
En sa qualité de président de la Commission constitutionnelle, il présenta à l’Assemblée nationale, lors de ses dernières sessions, une loi restreignant le droit des sociétés populaires d’entreprendre une action politique concertée, y compris le droit de correspondre entre elles. Cette loi passée, le 30 septembre 1791, les Feuillants se mirent en veille, par obéissance à cette loi tandis que les radicaux jacobins, en l’ignorant, restèrent comme la force politique la plus vitale de la Révolution française. C’est ainsi que le mouvement de société fondé en grande partie par Le Chapelier s’est radicalisé.

« Il fut l’un des chefs de la majorité royaliste constitutionnelle qui, vers la fin de la session, lutta contre la tendance ultra-révolutionnaire d’une portion de l’Assemblée. En 1793, Le Chapelier fut dénoncé au Tribunal révolutionnaire par les agents d’un chef de parti dont il avait attaqué les projets ambitieux, dans la séance de la Constituante du 25 août 1791. Certaines amitiés contractées chez les Feuillants le rendirent suspect aux Jacobins, qui l’accusèrent de vouloir rétablir l’autorité royale. Se sentant menacé, il s’enfuit en Angleterre mais rentra pour empêcher la confiscation de ses biens, croyant par sa présence répondre victorieusement aux attaques dirigées contre lui. »

Retiré à Forges-les-Eaux, il envoya, le 26 pluviôse an II (14 février 1794), une lettre à Barère se proposant pour une mission d’espionnage à Londres où il disait « connaître beaucoup de monde ».

« Arrêté, il fut traduit devant le Tribunal révolutionnaire où sa voix fut étouffée. On le condamna sans l’entendre et on le vit, avec calme, être conduit à l’échafaud avec ses deux collègues Thouret et d’Éprémesnil en même temps que Malesherbes et sa fille. Sa veuve, Anne Marie Esther Delamarre, se remaria avec Corbière, en 1799. »

## Citations
« Il me paraît à moi qu’il n’y a pas un homme sensé et véritablement humain qui puisse songer à proposer l’affranchissement des noirs. »

" Le tribunal de cassation, pas plus que les tribunaux de districts, ne doit avoir de jurisprudence à lui. Si cette jurisprudence des tribunaux, la plus détestable de toutes les institutions, existait dans ce tribunal de cassation, il faudrait le détruire."

Discours du 18 novembre 1790, Archives parlementaires, première série, t. XX, p. 517.

« Il n’y a de pouvoirs que ceux constitués par la volonté du peuple exprimée par les représentants ; il n’y a d’autorités que celles déléguées par lui ; il ne peut y avoir d’action que celle de ses mandataires revêtus de fonctions publiques.
C’est pour conserver ce principe dans toute sa pureté que, d’un bout de l’Empire à l’autre, la Constitution a fait disparaître toutes les corporations, et qu’elle n’a plus reconnu que le corps social et les individus. […]
Il n’y a plus de corporations dans l’État ; il n’y a plus que l’intérêt de chaque individu et l’intérêt général. Il n’est permis à personne d’inspirer aux autres citoyens un intérêt intermédiaire, de les séparer de la chose publique par un esprit de corporation. »

— Exposé des motifs de la proposition de décret sur les sociétés populaires, Assemblée nationale constituante, 29 septembre 1791, publié dans les Archives parlementaires, 1re série, t. xxxi, p. 617-9.

## Sources primaires
- 1790 - Opinion de M. Le Chapelier sur le droit de faire la paix et la guerre
- 1791 - Rapport fait par M. Le Chapelier, au nom du Comité de Constitution, sur la pétition des auteurs dramatiques, dans la séance du jeudi 13 janvier 1791, avec le décret rendu dans cette séance